# Simultanagnosia
La simultaneoagnosia è un disturbo che consiste nel’incapacità di percepire più elementi presentati nello stesso momento. Il soggetto sa identificare i dettagli di un oggetto o immagine complessa ma non può percepire il tutto nella sua interezza. Tale disturbo esiste nella versione più grave "dorsale", causato da lesioni occipito-parietali, e nella versione più lieve "ventrale", causato da lesioni occipito-temporali.